# تتسویا ۴۳۴۳
سیارک ۴۳۴۳ (به انگلیسی: 4343 Tetsuya، نامگذاری:1988AC) چهار هزار و سیصد و چهل و سومین سیارک کشف شده‌است که در ۱۰ ژانویه ۱۹۸۸ کشف شد.
قدر مطلق سیارک برابر ۱۱٫۹۰ است.